# Basilius Besler
Basilius Besler (1561–1629) va ser un apotecari i botànic alemany nascut a Nuremberg va escriure un llibre monumental titulat Hortus Eystettensis. Va ser curator del jardí de Johann Konrad von Gemmingen, bisbe príncep d'Eichstätt a Baviera. Aquest bisbe era un entusiasta de la botànica i el seu jardí rivalitzava amb l'Hortus Botanicus Leiden i d'altes jardins botànics europeus.

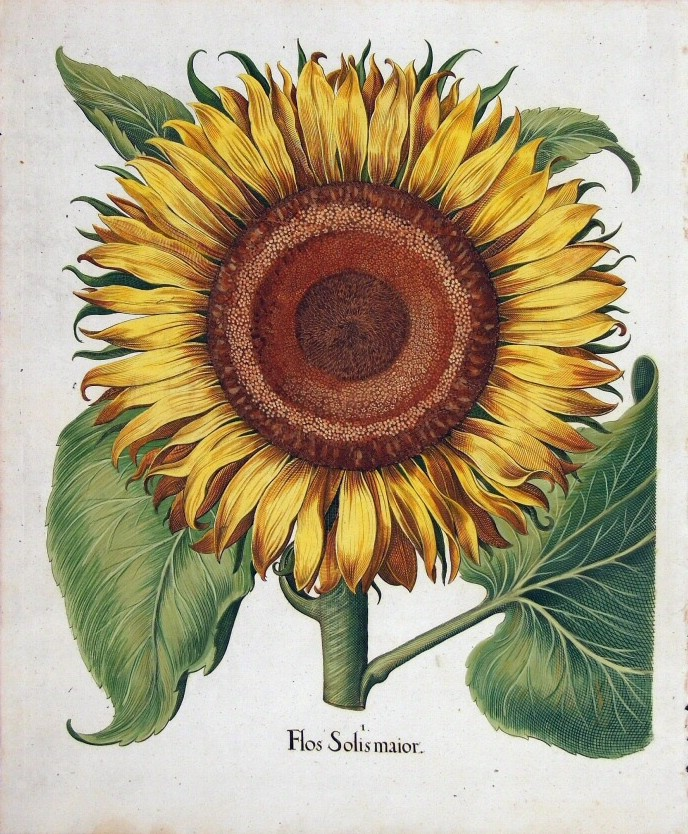
Gira-sol de l'Hortus Eystettensis

Els jardins envoltaven el palau episcopal Willibaldsburg. Aquest jardins s'iniciaren l'any 1596 i van ser dissenyats pel col·lega de Besler, Joachim Camerarius el Jove (1534–1598), un metge i botànic. A la mort de Camerarius, el 1598, el bisbe encarregà Besler compilar un còdex amb les plantes cultivades al seu jardí, una feina que Besler va fer en 16 anys.
Aquests jardins van ser saquejats per les tropes sueques comandades per Herzog Bernhard von Weimar el 1633-4. Hortus Eystettensis va ser reconstruït molts anys més tard i va ser obert al públic l'any 1998.

## Bibliografia

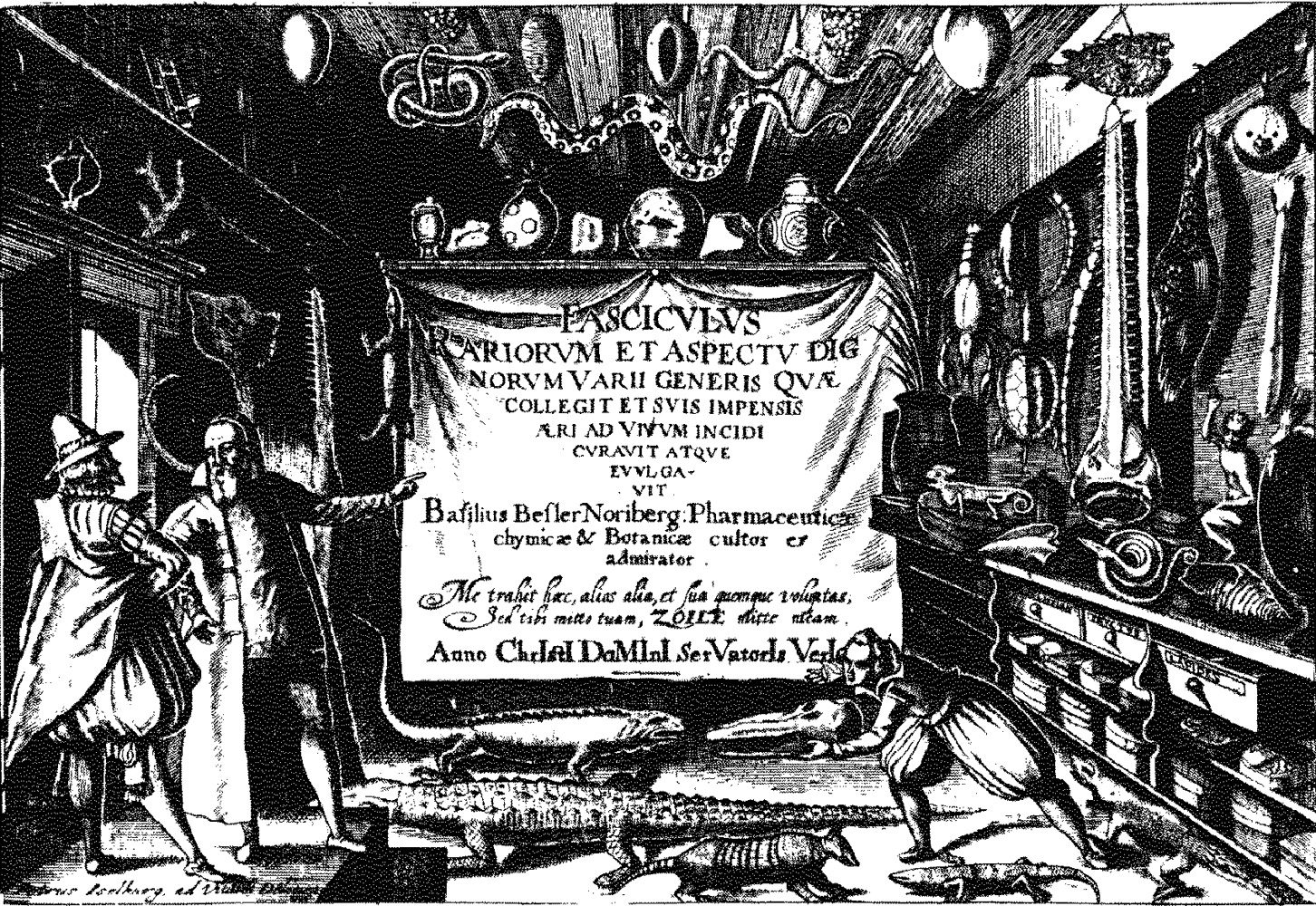
Portada de Fascicvlvs Rariorvm (1616)